# Raionul Cornești
Raionul Cornești (în rusă Корнештский район) a fost o unitate teritorial-administrativă din RSS Moldovenească, care a existat de la 11 noiembrie 1940 până la 9 ianuarie 1956.

## Istorie
La fel ca majoritatea raioanelor RSS Moldovenești, raionul Cornești a fost înființat pe 11 noiembrie 1940, iar centru raional a fost desemnat orașul Cornești.
Până la 16 octombrie 1949 raionul a fost în componența județului Bălți, iar după abolirea divizării pe ținuturi a intrat în subordonare republicană. 
Din 31 ianuarie 1952 până în 15 iunie 1953, raionul a intrat în componența districtului Chișinău, după abolirea districtelor din RSSM a redevenit din nou în subordonare republicană.
La 9 ianuarie 1956, raionul Cornești a fost lichidat și a trecut în componența raionului Ungheni.

## Divizare administrativă
La 1 ianuarie 1955 raionul Cornești era compus dintr-o așezare de tip urban (Cornești) și 11 soviete sătești: Boghenii Noi, Bumbăta, Condrătești, Cornești, Hîrcești, Năpădeni, Negurenii Vechi, Pîrlița, Rădenii Vechi, Sinești și Teșcureni.